# Horst Grunert
Horst Grunert, né le 10 avril 1928 à Berlin, où il est mort le 19 septembre 2005, est un diplomate est-allemand. Il a été ambassadeur de la République démocratique allemande aux États-Unis, au Canada et en Autriche.

## Biographie
Il est issu d'une famille ouvrière. Après son Abitur, il est dans la défense anti-aérienne entre 1944 et 1945. Après la guerre, il suit une formation de nouveau professeur et enseigne l'histoire dans le district de Perleberg. En 1950-1951, il suit des cours à l'école du SED.
À partir de 1951, il est employé au ministère des Affaires étrangères de la RDA (MfAA) et de 1953 à 1956 il est deuxième secrétaire à l'ambassade de Varsovie, puis de 1956 à 1957 deuxième secrétaire à la mission commerciale en Finlande. De 1955 à 1958, il suit un cours par correspondance de l'Académie allemande de sciences politiques et juridiques Walter Ulbricht de Potsdam-Babelsberg et obtient son diplôme de politologue. De 1958 à 1961, il dirige le cabinet du ministre des Affaires étrangères Lothar Bolz et de 1961 à 1962, il travaille à la représentation de la Chambre du commerce extérieur au Royaume-Uni. De 1963 à 1965, il est chef du département culturel du MfAA, et de 1965 à 1968 consul général en Syrie.
En 1971, il obtient son doctorat et travaille de 1968 à 1972 comme directeur du Centre d'information et de documentation du MfAA. En 1972-1973, il dirige la mission permanente d'observation de la RDA auprès de l'ONU à New York. Il est sous-secrétaire d'État de 1974 à 1978 et ambassadeur aux États-Unis de 1978 à 1983 avec une deuxième accréditation au Canada. De 1983 à 1986, il est ambassadeur à Vienne. De 1986 à 1990, il est professeur à l'Institut des relations internationales de l'Académie allemande des sciences politiques et du droit de Potsdam-Babelsberg et en 1990, président de la Ligue pour l'amitié des nations en RDA. Grunert était membre du SED.

## Distinctions
- 1972 : Ordre patriotique du mérite en bronze
- 1973 : Ordre patriotique du Mérite en argent[1]
- 1978 : Bannière du Travail I[2]
- 1986 : Ordre du Mérite de la République d'Autriche
- 1988 : Étoile de l'Amitié des Nations en or [3]